# Chandler Parsons
Chandler Parsons (Casselberry, 25 ottobre 1988) è un ex cestista statunitense, professionista nella NBA.

## Carriera
È stato selezionato dagli Houston Rockets al secondo giro del Draft NBA 2011 (38ª scelta assoluta).

## Statistiche

### NCAA
| Anno      | Squadra        | PG  | PT | MP   | TC%  | 3P%  | TL%  | RP  | AP  | PRP | SP  | PP   |
| --------- | -------------- | --- | -- | ---- | ---- | ---- | ---- | --- | --- | --- | --- | ---- |
| 2007-2008 | Florida Gators | 36  | 0  | 20,6 | 47,2 | 32,4 | 62,7 | 4,0 | 1,4 | 0,5 | 0,2 | 8,1  |
| 2008-2009 | Florida Gators | 36  | 28 | 26,0 | 46,0 | 30,1 | 55,7 | 5,7 | 1,8 | 1,1 | 0,4 | 9,2  |
| 2009-2010 | Florida Gators | 34  | 19 | 31,0 | 49,3 | 35,8 | 66,2 | 6,9 | 2,6 | 1,1 | 0,1 | 12,4 |
| 2010-2011 | Florida Gators | 36  | 35 | 34,1 | 48,0 | 36,8 | 55,7 | 7,8 | 3,8 | 0,9 | 0,4 | 11,3 |
| Carriera  | Carriera       | 142 | 82 | 27,9 | 47,7 | 33,7 | 61,1 | 6,0 | 2,4 | 0,9 | 0,3 | 10,2 |

#### Massimi in carriera
- Massimo di punti: 29 vs Georgia (27 febbraio 2010)[2]
- Massimo di rimbalzi: 15 vs Arkansas (22 gennaio 2011)
- Massimo di assist: 10 vs California-Santa Barbara (17 marzo 2011)
- Massimo di palle rubate: 4 vs Presbyterian (3 dicembre 2005)
- Massimo di stoppate: 3 (2 volte)
- Massimo di minuti giocati: 46 vs Brigham Young (18 marzo 2010)

### NBA

#### Regular Season
| Anno      | Squadra           | PG  | PT  | MP   | TC%  | 3P%  | TL%  | RP  | AP  | PRP | SP  | PP   |
| --------- | ----------------- | --- | --- | ---- | ---- | ---- | ---- | --- | --- | --- | --- | ---- |
| 2011-2012 | Houston Rockets   | 63  | 57  | 28,6 | 45,2 | 33,7 | 55,1 | 4,8 | 2,1 | 1,2 | 0,5 | 9,5  |
| 2012-2013 | Houston Rockets   | 76  | 76  | 36,3 | 48,6 | 38,5 | 72,9 | 5,3 | 3,5 | 1,0 | 0,4 | 15,5 |
| 2013-2014 | Houston Rockets   | 74  | 74  | 37,6 | 47,2 | 37,0 | 74,2 | 5,5 | 4,0 | 1,2 | 0,4 | 16,6 |
| 2014-2015 | Dallas Mavericks  | 66  | 66  | 33,1 | 46,2 | 38,0 | 72,0 | 4,9 | 2,4 | 1,0 | 0,3 | 15,7 |
| 2015-2016 | Dallas Mavericks  | 61  | 51  | 29,5 | 49,2 | 41,4 | 68,4 | 4,7 | 2,8 | 0,8 | 0,3 | 13,7 |
| 2016-2017 | Memphis Grizzlies | 34  | 34  | 19,9 | 33,8 | 26,9 | 81,4 | 2,5 | 1,6 | 0,6 | 0,1 | 6,2  |
| 2017-2018 | Memphis Grizzlies | 36  | 8   | 19,2 | 46,2 | 42,1 | 63,0 | 2,5 | 1,9 | 0,5 | 0,3 | 7,9  |
| 2018-2019 | Memphis Grizzlies | 25  | 3   | 19,8 | 37,4 | 30,9 | 88,0 | 2,8 | 1,7 | 0,8 | 0,2 | 7,5  |
| 2019-2020 | Atlanta Hawks     | 5   | 0   | 10,8 | 27,8 | 28,6 | -    | 1,4 | 0,6 | 0,8 | 0,2 | 2,8  |
| Carriera  | Carriera          | 440 | 369 | 30,1 | 46,2 | 37,3 | 71,3 | 4,5 | 2,7 | 0,9 | 0,3 | 12,7 |

#### Playoffs
| Anno     | Squadra          | PG | PT | MP   | TC%  | 3P%  | TL%  | RP  | AP  | PRP | SP  | PP   |
| -------- | ---------------- | -- | -- | ---- | ---- | ---- | ---- | --- | --- | --- | --- | ---- |
| 2013     | Houston Rockets  | 6  | 6  | 39,7 | 45,2 | 40,0 | 64,3 | 6,5 | 3,7 | 0,2 | 0,3 | 18,2 |
| 2014     | Houston Rockets  | 6  | 6  | 41,7 | 43,8 | 36,1 | 73,3 | 6,8 | 2,3 | 0,7 | 0,3 | 19,3 |
| 2015     | Dallas Mavericks | 1  | 1  | 37,0 | 33,3 | 0,0  | -    | 6,0 | 2,0 | 0,0 | 0,0 | 10,0 |
| Carriera | Carriera         | 13 | 13 | 40,4 | 43,7 | 36,3 | 69,0 | 6,6 | 2,9 | 0,4 | 0,3 | 18,1 |

#### Massimi in carriera
- Massimo di punti: 34 vs Memphis Grizzlies (24 gennaio 2014)[3]
- Massimo di rimbalzi: 13 vs Chicago Bulls (21 novembre 2012)
- Massimo di assist: 11 (2 volte)
- Massimo di palle rubate: 5 vs New York Knicks (17 dicembre 2012)
- Massimo di stoppate: 4 vs Philadelphia 76ers (13 novembre 2013)
- Massimo di minuti giocati: 50 vs Toronto Raptors (11 novembre 2013)

## Palmarès
- NBA All-Rookie Second Team (2012)